# Rhyacophilidae
Rhyacophilidae zijn een familie van schietmotten.

## Taxonomie
De volgende geslachten worden bij de familie ingedeeld:
- Fansipangana Mey, 1996
- Himalopsyche Banks, 1940
- Philocrena Lepneva, 1956
- Phoupanpsyche Malicky, 2008
- Rhyacophila Pictet, 1834
- † Rhyacophilites